# سرطان کلیه
سرطان کلیه نوعی سرطان است که در سلول‌های کلیه ایجاد می‌شود.
سرطان در کلیه یا سلول‌های کلیه را مبتلا می‌سازد یا سلول‌های اوروتلیال درون لگن‌چه‌های کلیه را هدف قرار می‌دهد.
بسته به نوع سرطان در کلیه، پیش‌آگهی و درمان متغیر خواهد بود.

## انواع
- انکوسیتوم

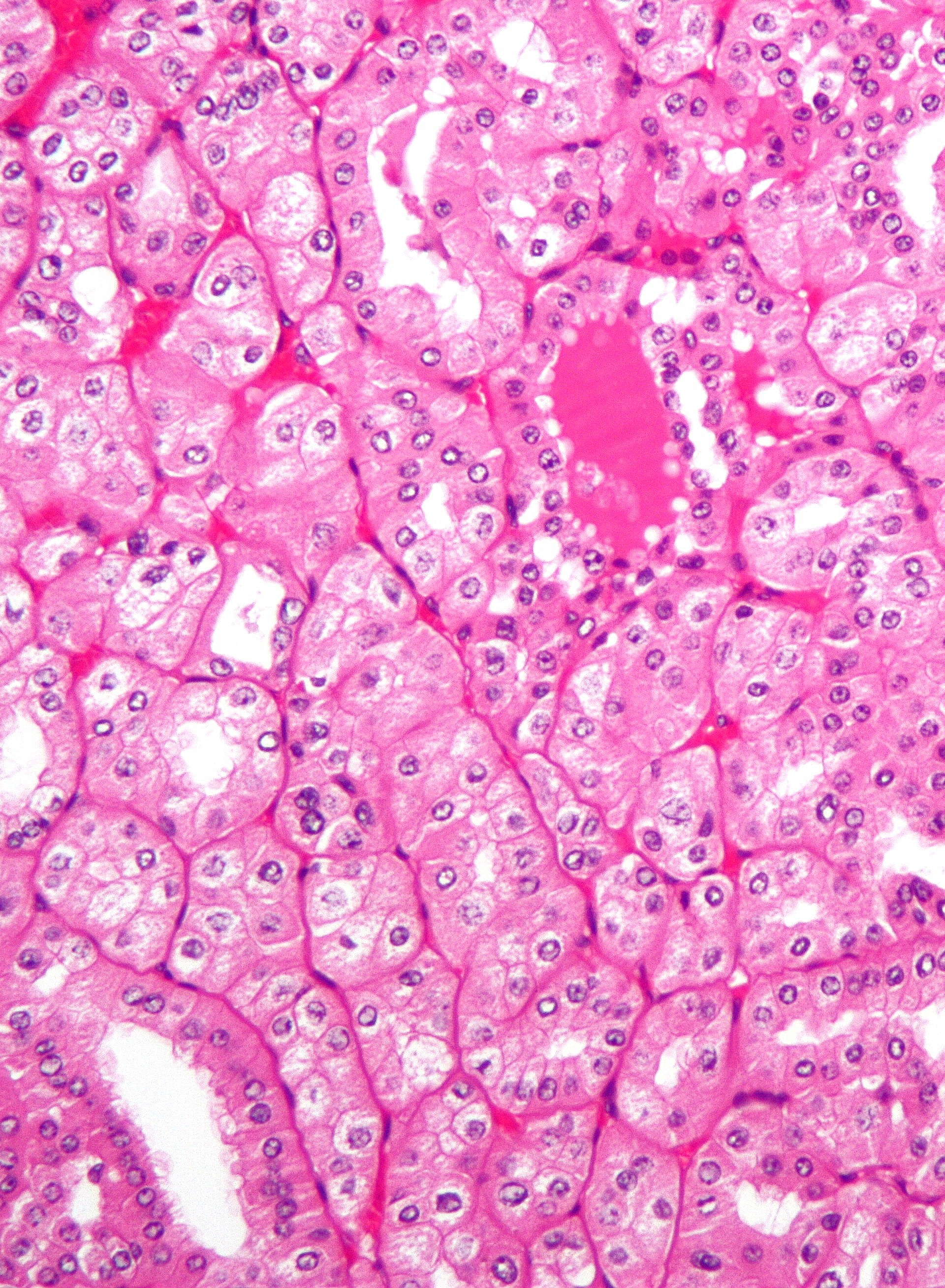
عکاسی ریزنگاری of a kidney cancer (chromophobe renal cell carcinoma, oncocytic variant), that may be challenging to differentiate from a benign kidney tumour (renal oncocytoma). H&E stain.

- آنژیومیولیپوم (نوعی از تومور خوش‌خیم کلیه است که شامل عروق ضخیم، بافت چربی وعضلات صاف می‌باشد. در حدود۸۰٪ مبتلایان تا سن ۱۰سالگی دیده می‌شود و فراوانی آن با سن افزایش میابد.
- آدنوما
- کارسینوم در سلول کلیه (هایپرنفروما یا تومور گراویتز)
- سارکوم
- نفروبلاستوم (تومور ویلمز) که در کودکان زیر پنج سال دیده می‌شود[۱]

ازدیگر انواع تومور کلیه که به شکلی کمیاب دیده می‌شوند می‌توان به آدنوکارسینوم در سلول‌های روشن، کارسینوم سلول ترانزیشنال، پاپیلوم و لنفوم کلیه اشاره نمود.
سرطان کلیه می‌تواند یک تومور ثانویه ناشی از متاستاز سرطانی دیگر در هرکجای بدن باشد.

## شیوع
سرطان کلیه معمولاً در افراد بالاتر از ۴۰ سال دیده می‌شود؛ ولی هیچ‌کس به درستی علت دقیق این بیماری را نمی‌داند. پزشکان به ندرت می‌توانند توضیح دهند که چرا یک نفر سرطان کلیه می‌گیرد ولی فرد دیگری نه.

## علائم و نشانه‌ها
سرطان کلیه در مراحل اولیه بیماری علامت ظاهری ندارد و معمولاً به‌طور تصادفی به کمک سی تی اسکن بقیه اندام‌های بدن تشخیص داده می‌شود. درد در پهلوها یا یک طرف پهلو، هماتوری یا وجود خون در ادرار، احساس فشار در شکم و در مراحل تکامل یافته سرطان وجود توده قابل لمس، فشار خون بالا، تب و تعریق داغ، خستگی و سردرد مداوم، لاغری غیرقابل توصیف و پائین آمدن توانایی بدن از علائم کلی در سرطان کلیه است هرچند هر کدام از این علائم می‌تواند نشانه بیماری‌های دیگری باشند.
وجود توده در پهلوها یا شکم، کاهش اشتها، درد مزمن در پهلوها، تب بی‌دلیل، کم خونی، تورم در ناحیه پا و مچ پا، از دیگر علایم این بیماری هستند ضمن اینکه تنگی نفس، سرفه خونی و استخوان درد از علایم پیشرفته این بیماری هستند.

## درمان
1. جراحی: معمول‌ترین راه درمان است که نوعی از درمان موضعی است و سرطان را در کلیه و مناطق نزدیک درمان می‌کند. عمل جراحی برای بیرون آوردن کلیه از بدن، نفرکتومی نامیده می‌شود که انواع گوناگونی دارد. نوع عمل به مرحله تومور بستگی دارد.
2. رادیوتراپی: نوعی درمان موضعی است. در آن از پرتوهایی با انرژی بالا برای از بین بردن سلول‌های سرطانی استفاده می‌شود.
3. درمان بیولوژیکی: نوعی درمان سیستمیک است. در این روش از توانایی ذاتی بدن (سیستم ایمنی) برای مبارزه با سلول‌های سرطانی استفاده می‌شود.
4. شیمی درمانی: نوعی درمان سیستمیک است. داروهای ضد سرطان وارد گردش خون شده و به سراسر بدن می‌رسند. با وجودی که این روش برای بسیاری از انواع سرطان مناسب است، ولی برای سرطان کلیه خیلی مفید نیست.
5. دارو درمانی: بتازگی محققان نتیجه آزمایش دو داروی جدید درمان پیشرفته‌ترین سرطان کلیه را موفقیت‌آمیز اعلام کردند. داروی اول سیستم ایمنی را به‌طور موقت غیرفعال می‌کند و داروی دوم سیگنال‌های رشد تومور را متوقف می‌کند.[۶]